# سوموتو، هیوگو
سوموتو در استان هیوگو در کشور ژاپن  واقع شده‌است  که دارای جمعیت ۴۸٬۶۳۱ نفر و مساحت ۱۸۲٫۴۷ کیلومتر مربع با تراکم جمعیت ۲۶۷  نفر در کیلومترمربع است و در تاریخ ۱۱ فوریه ۲۰۰۶ به عنوان شهر شناخته شد.